# Ambarisan
Ambarisan is een bestuurslaag in het regentschap Simalungun van de provincie Noord-Sumatra, Indonesië. Ambarisan telt 1706 inwoners (volkstelling 2010).